# Takeo Sugawara
Takeo Sugawara (jap. 菅原 武男, Sugawara Takeo; * 23. Mai 1938 in der Präfektur Akita) ist ein ehemaliger japanischer Hammerwerfer.
Bei den Olympischen Spielen 1960 in Rom schied er in der Qualifikation aus.
1962 gewann er Silber bei den Asienspielen in Jakarta, 1964 kam er bei den Olympischen Spielen in Tokio auf den 13. Platz, und 1966 siegte er bei den Asienspielen in Bangkok.
Bei den Olympischen Spielen 1968 in Mexiko-Stadt wurde er mit seiner persönlichen Bestleistung von 69,78 m Vierter. 1972 belegte er bei den Olympischen Spielen in München den 20. Platz.
Fünfmal wurde er Japanischer Meister (1964, 1966–1968, 1971) und einmal Englischer Meister (1963).